# Fanny Caillé
Pour les articles homonymes, voir Caillé (homonymie).
Fanny Caillé, née Françoise Caroline Caillé le 26 septembre 1847 dans l'ancien 8e arrondissement de Paris et morte le 26 mai 1893 à Angers, est une artiste peintre française.

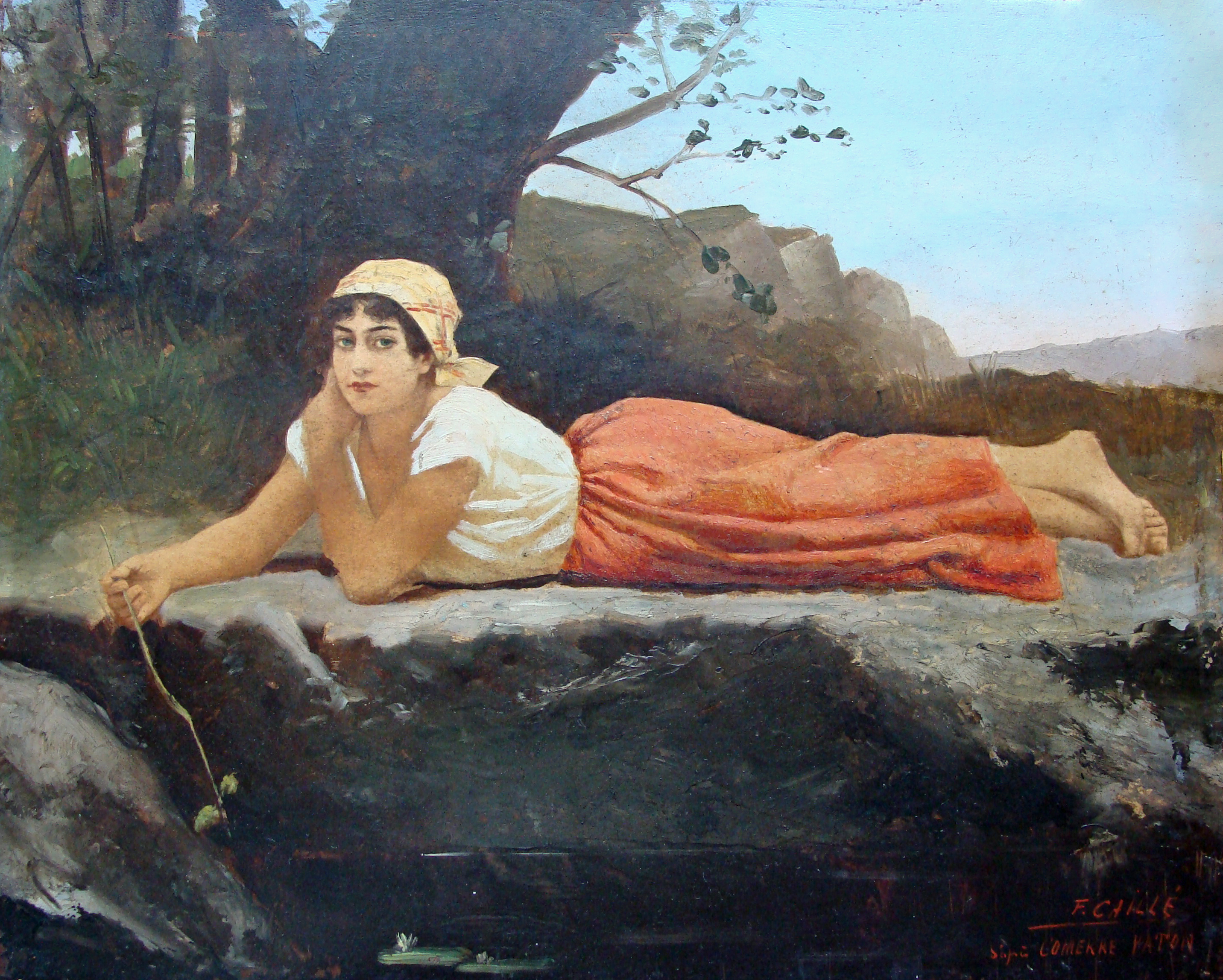
Fanny Caillé, At the Spring.

## Biographie

### Famille
Fille d'Antoine Caille et de son épouse Jeanne, dite Janny, Couturier, Fanny Caillé est née à Paris en 1847. Sa mère et son père, deux Lyonnais mariés en 1839 dans leur ville natale, meurent respectivement en 1865 et 1873,.

### Formation
Fanny Caillé montre très tôt un goût et un talent confirmé pour l'art et la peinture. Artiste peintre académique et de portrait, élève de la peintre et miniaturiste Nelly Marandon de Montyel, elle étudie à Paris sous la direction de l'artiste peintre officiel du Second Empire Charles Chaplin. Elle expose au Salon de peinture et de sculpture de Paris à partir de 1869.

### Carrière artistique
Fanny Caillé complète sa formation auprès de Joseph Devers (1823-1882), peintre, sculpteur et céramiste d'art. Elle s'installe à Angers au 28, rue Hanneloup. Fanny Caillé participe à l'exposition annuelle des beaux-arts d'Angers de 1886, ville où elle s'est installée en tant que professeur de dessin.
Elle participe également au Salon de blanc et noir et expose régulièrement dans les galeries et salons angevins. Elle est liée d'amitié avec l'artiste-peintre Jacqueline Comerre-Paton (1859-1955) dont elle a librement reproduit l'une de ses œuvres At the Spring. Elle meurt en mai 1893 à l'hôpital d'Angers.

## Œuvres principales
- Portrait d'une jeune dame lisant un livre intitulée Rêverie, huile sur toile signée en haut à gauche : différentes versions de ce même tableau existent sous des formats différents (45,5 × 40,5 ; 44,5 × 39) au Royaume-Uni et aux États-Unis. Il a été maintes fois copié (collections particulières).
- At the Spring, huile sur bois (27 × 22) signée en bas à droite, réalisée d'après l'œuvre éponyme (50 × 72) d'une amie, l'artiste peintre Jacqueline Comerre-Paton (1859-1955). Elle représente une jeune paysanne allongée dans un pré (collection particulière, France).
- Making a Wreath, huile sur bois.
- Portrait d'une lady, miniature sur porcelaine (collection particulière, Pays-Bas).
- Portrait. Dessin aquarellé (collection particulière, France).
- Portrait. Dessin aquarellé sur papier (46 × 38) (collection particulière).
- Jeune fille aux pervenches. Peinture sur céramique ovale (27 × 20), 1888.
- Diverses miniatures et aquarelles.